# Cicerone Dobrotescu
Cicerone Dobrotescu (n.  ?) a fost un general român care a luptat în cel de-al Doilea Război Mondial.
Generalul în rezervă Cicerone Dobrotescu a îndeplinit funcția de prefect al județului Olt (1 iunie 1943 - 30 august 1944). A fost numit prin D. 1460 din 1 iunie 1943. După Lovitura de stat din 23 august 1944 a fost revocat din funcție.

## Decorații
- Ordinul „Steaua României” în gradul de ofițer (8 iunie 1940)[2]